# Кристиан IV фон Пфалц-Цвайбрюкен
Кристиан IV фон Пфалц-Цвайбрюкен (на немски: Christian IV von Pfalz-Zweibrücken; * 16 септември 1722, Бишвилер; † 5 ноември 1775, дворец Петерсхайм, Цвайбрюкен) от династията Вителсбахи (от линията Биркенфелд-Бишвайлер), е херцог на Пфалц-Цвайбрюкен от 1735 до 1775 г.

## Живот
Той е първият син на херцог Христиан III фон Цвайбрюкен (1674 – 1735) и съпругата му графиня Каролина фон Насау-Саарбрюкен (1704 – 1774), дъщеря на граф Лудвиг Крафт фон Насау-Саарбрюкен.
Когато баща му умира през 1735 г., Кристиан е на 13 години и майка му поема регентството до 22 ноември 1740 г. Тя го изпраща с брат му Фридрих Михаел да учи в Лайден (от 1737 до 18 август 1739 г.) и след това във френския кралски двор, от където той се завръща вкъщи на 20 юли 1740 г.
По настояване на поддръжника му Луи XV, през 1758 г. херцогът става католик. Кристиан поема възпитанието на племенниците си Карл II Август и Максимилиан I Йозеф, понеже брат му не се връща след Седемгодишната война, а остава на австрийска служба. Кристиан IV умира вероятно при лов.
- Герб на графство Биркенфелд[1]
- Херцог Кристиан IV фон Пфалц-Цвайбрюкен]

## Фамилия
Кристиан IV се жени в Цвайбрюкен на 3 септември 1757 (морганатичен брак) за французойката Мария Камасе, наричана Мариана (* 2 септември 1734, Страсбург; † 1 декември 1807, Ил дьо Франс, Париж), по-късно „графиня фон Форбах“, дъщеря на артистите в Страсбург Жан Батиста Камасе (* ок. 1710) и Елеонор Ру (* ок. 1710). Той се запознава една година преди това с 16-годишната танцьорка в театъра на Манхайм. Те имат децата:
- Кристиан (1752 – 1817), граф на Форбак, баварски кралски генерал на пехотата
- Вилхелм (1754 – 1807), роден като Филип, 1770 г. прекръстен на Вилхелм, граф на Форбах
- Мария Анна Каролина (1755 – 1806), баронеса фон Цвайбрюкен
- Карл Лудвиг (1759 – 1763), барон фон Цвайбрюкен
- Елизабет Августа Фридерика (1766 – 1836), баронеса фон Цвайбрюкен, ∞ 1782 г. за Карл Филип фон Вайлнау (1746 – 1789), граф на Вайлнау, син на княз Карл фон Насау-Узинген
- Юлиус Август Максмилиан (1771 – 1773), барон фон Цвайбрюкен